# Okresní soud v Liberci
Okresní soud v Liberci je okresní soud se sídlem v Liberci, který vznikl roku 1850 a až do roku 1960 spadal do působnosti libereckého krajského soudu. Od té doby je jeho odvolacím soudem Krajský soud v Ústí nad Labem, který ale má v Liberci svou pobočku. Okresní soud rozhoduje jako soud prvního stupně ve všech trestních a civilních věcech, ledaže jde o specializovanou agendu (nejzávažnější trestné činy, insolvenční řízení, spory ve věcech obchodních korporací, hospodářské soutěže, duševního vlastnictví apod.), která je svěřena krajskému soudu.
Soud se nachází v moderní budově z roku 2001 s bezbariérovým přístupem na ulici U Soudu, kde sídlí spolu s pobočkou Krajského soudu v Ústí nad Labem. Hned v sousedství se nachází Okresní státní zastupitelství v Liberci a pobočka Krajského státního zastupitelství v Ústí nad Labem, stejně jako bývalá soudní budova nyní sloužící Vazební věznici Liberec.

## Soudní obvod
Obvod Okresního soudu v Liberci se zcela neshoduje s okresem Liberec, patří do něj území jen těchto obcí:
Bílá •
Bílý Kostel nad Nisou •
Bílý Potok •
Bulovka •
Cetenov •
Černousy •
Český Dub •
Čtveřín •
Dětřichov •
Dlouhý Most •
Dolní Řasnice •
Frýdlant •
Habartice •
Hejnice •
Heřmanice •
Hlavice •
Hodkovice nad Mohelkou •
Horní Řasnice •
Hrádek nad Nisou •
Chotyně •
Chrastava •
Janův Důl •
Jeřmanice •
Jindřichovice pod Smrkem •
Kobyly •
Krásný Les •
Kryštofovo Údolí •
Křižany •
Kunratice •
Lázně Libverda •
Lažany •
Liberec •
Mníšek •
Nová Ves •
Nové Město pod Smrkem •
Oldřichov v Hájích •
Osečná •
Paceřice •
Pěnčín •
Pertoltice •
Proseč pod Ještědem •
Příšovice •
Radimovice •
Raspenava •
Rynoltice •
Soběslavice •
Stráž nad Nisou •
Světlá pod Ještědem •
Svijanský Újezd •
Svijany •
Sychrov •
Šimonovice •
Višňová •
Vlastibořice •
Všelibice •
Zdislava •
Žďárek